# Discobola parvispinula
Discobola parvispinula är en tvåvingeart som först beskrevs av Alexander 1947.  Discobola parvispinula ingår i släktet Discobola och familjen småharkrankar. Inga underarter finns listade i Catalogue of Life.